# Slaget ved Poltava
Slaget ved Poltava blev et vendepunkt i den store nordiske krig. Den 8. juli (ns, den 27. juni gs) 1709 (gs) under Den Store Nordiske Krig blev den svenske hær, anført af Karl XII, angrebet af den russiske hær ved Poltava i det nuværende Ukraine, som på den tid var en del af Rusland. Den forgangne vinter havde været hård ved begge styrker, men især svenskerne havde mærket til frosten, og således var kun ca. halvdelen af de svenske soldater beredte til kamp.
Da Karl XII var blevet skadet, måtte feltmarskal Rehnskiöld overtage ledelsen af slaget. Svenskerne, der var i undertal, blev slået, men kong Karl nåede at flygte over Dnepr-floden og ind i Moldavien, som var kontrolleret af det Osmanniske Rige.